# Galeerensklave
Als Galeerensklave wird ein Mensch bezeichnet, der auf einem Ruderschiff (Galeere) ruderte. Die Bezeichnung „Sklave“ ist hier widersprüchlich, da es um Freie (Antike) oder Sträflinge (Neuzeit) geht. 
Der Ausdruck besitzt zwei verschiedene Bedeutungen: Er kann sich entweder
- auf zur Galeerenstrafe verurteilte Sträflinge (französisch forçat) beziehen (vom ausgehenden 15. bis ins 20. Jahrhundert)
- oder auf tatsächliche Sklaven, darunter auch zum Ruderdienst gezwungene Kriegsgefangene.[1]

Dieser Artikel beschäftigt sich mit letzterem Personenkreis.

## Antike

### Zusammensetzung  und Status der Galeerenbesatzungen in der Antike
Griechische und römische Kriegsmarinen bevorzugten generell Freie, um ihre Galeeren zu bemannen.

#### Griechenland
In Athen wurde das Rudern als eine ehrenwerte Tätigkeit angesehen, von der Männer einige praktische Erfahrung besitzen sollten, und Seeleute wurden generell als notwendig für die Sicherheit des Staates erachtet. Laut Aristoteles gewann das gemeine Volk auf den Ruderbänken die Seeschlacht von Salamis (480 v. Chr.) und stärkte dadurch die attische Demokratie.
Die Eigenheiten der Triere, deren 170 Ruderer jeweils an einem eigenen Riemen saßen, verlangte die Einsatzbereitschaft von ausgebildeten Freien, da das konzertierte Rudern intensive Zusammenarbeit und Übung erforderte, von denen Kampferfolg und Leben aller an Bord abhingen. Zudem machten praktische Schwierigkeiten wie die Verhinderung von Desertionen oder Revolten beim abendlichen Lagern (Trieren wurden über Nacht an Land gezogen) freie Arbeit sicherer und vielleicht sogar ökonomischer als Sklaven.
Athen verfolgte im 5. und 4. Jh. v. Chr. im Allgemeinen eine Marinepolitik, bei der Bürger aus den niederen Klassen (Theten), Metöken und angeheuerte Ausländer rekrutiert wurden. Obgleich argumentiert wurde, dass Sklaven einen Teil der Rudermannschaft in der sizilischen Expedition (415–413 v. Chr.) stellten, bestand die typische Besatzung einer athenischen Triere im Peloponnesischen Krieg (431–404 v. Chr.) aus 80 Bürgern, 60 Metöken und 60 Ausländern. Als Athen am Ende des Konfliktes jedoch unter militärischen Druck der Spartaner geriet, mobilisierte die Stadt unter letzter Anstrengung alle Männer im waffenfähigen Alter, darunter alle Sklaven. Nach der siegreichen Schlacht bei den Arginusen (406 v. Chr.) wurde den freigelassenen Sklaven sogar die athenische Staatsbürgerschaft verliehen, was als Schachzug interpretiert wurde, sie für den weiteren Rudereinsatz für Athen zu gewinnen. Bei zwei weiteren Gelegenheiten während des Kriegs wurden gefangene gegnerische Galeerensklaven von den Siegern in die Freiheit entlassen.
Auf Sizilien gewährte der Tyrann Dionysios (ca. 432–367 v. Chr.) einmal allen Sklaven von Syrakus die Freiheit, um seine Galeeren mit Freigelassenen zu bemannen, verließ sich aber ansonsten auf Bürger und Ausländer als Ruderer.
Von Sklaven, die Offiziere und Hopliten als persönliche Diener in den Krieg begleiteten, wird allgemein angenommen, dass sie auch beim Rudern geholfen haben, wenn Bedarf bestand, wobei es allerdings keinen definitiven Beweis dafür gibt, und sie nicht als normale Mannschaftsmitglieder angesehen werden sollten. Bei Seereisen in persönlicher Sache betätigten Herr und Sklave gewöhnlich gemeinsam die Riemen.

#### Rom und Karthago
Die Römer setzten den Einsatz von freien Ruderern fort. Sklaven wurden normalerweise nicht zum Rudern herangezogen, außer bei starkem Menschenmangel oder in extremen Notsituationen. So ist bekannt, dass im lang andauernden Zweiten Punischen Krieg (218–201 v. Chr.) mit Karthago beide Marinen auf Sklaven zurückgriffen: Nach der katastrophalen Schlacht von Cannae (216 v. Chr.) wurde eine Gruppe Sklaven von römischen Privatpersonen für Titus Otacilius’ sizilische Flotte ausgebildet und ausgerüstet (214 v. Chr.), während nach der Einnahme von Neu-Karthago (209 v. Chr.) einheimische Sklaven von Scipio unter dem Versprechen in seine Flotte gepresst wurden, diejenigen, die guten Willen als Ruderer zeigen würden, nach dem Krieg freizulassen. Am Ende des Krieges kauften die Karthager aus Furcht vor der drohenden Invasion Scipios fünftausend Sklaven für ihre Galeerenbänke (205 v. Chr.). Es ist die Meinung vertreten worden, dass die Einführung der Polyreme in dieser Zeit, insbesondere der Quinquereme, den Einsatz von kaum ausgebildeten Ruderern erleichterte, da diese Kriegsschiffe nur einen geschulten Mann am Rudergriff benötigten, während die restlichen Ruderer am Riemen nur seiner Führung zu folgen brauchten.
Gleichwohl scheinen die Römer in den folgenden Kriegen im hellenistischen Osten den Gebrauch von Sklaven vermieden zu haben. Titus Livius berichtet, dass die Rudermannschaften im Krieg gegen Antiochos (192–188 v. Chr.) aus Freigelassenen und Kolonisten bestanden (191 v. Chr.), während im Dritten Makedonischen Krieg (171–168 v. Chr.) die römischen Besatzungen aus Bundesgenossen und Freigelassenen mit römischen Bürgerrecht zusammengesetzt waren. In der entscheidenden Schlacht zwischen Octavian und Sextus Pompeius warben beide Kontrahenten unter anderem Sklaven an, ließen sie aber vor dem Einsatz frei, was zeigt, dass die Aussicht auf Freiheit für unverzichtbar für die Motivation der Ruderer gehalten wurde.
Im Kaiserreich bildeten freie Ruderer aus den Provinzen die Hauptstütze der römischen Marine.

### Sträflinge
Im Gegensatz zur populären Vorstellung von angeketteten Sträflingen, wie sie durch Spielfilme wie Ben Hur verbreitet wurde, gibt es keine Anhaltspunkte dafür, dass antike Kriegsmarinen jemals verurteilte Verbrecher als Ruderer eingesetzt haben. Der antike Forçat ist folglich ein Anachronismus:
Eiserne Beinfesseln, die Peitsche, Galeeren, die schwimmende Konzentrationslager waren – all das gehört zur Welt des sechzehnten bis achtzehnten Jahrhunderts und zu keiner früheren Epoche.

## Neuzeit
In der Neuzeit wurden Galeerensklaven von fast allen Seemächten des Mittelmeerraums eingesetzt, auf den Schiffen der italienischen Staaten Genua und Venedig, Spaniens und Frankreichs genauso wie auf den Schiffen des Osmanischen Reiches.
Durch die Expansion des Osmanischen Reiches entstand eine jahrhundertelange Konfrontation mit den christlichen Anrainerstaaten des Mittelmeeres, in deren Folge durch beide Seiten Gefangene als Ruderer versklavt wurden. Galeerensklaven aus dem Osmanischen Reich wurden auf den Sklavenmärkten in Malta, Livorno und Neapel gekauft. Den Nachschub dorthin lieferten häufig die Ritter des Johanniterordens. Christliche Sklaven auf osmanischen Schiffen waren entweder Gefangene aus den Überfällen der Korsaren oder stammten aus den Gebieten des Balkans, Ungarns oder Rumäniens.